# Wedoquella
Wedoquella es un género de arañas araneomorfas de la familia Salticidae. Se encuentra en  Sudamérica. 

## Lista de especies
Según The World Spider Catalog 12.5::
- Wedoquella denticulata Galiano, 1984
- Wedoquella macrothecata Galiano, 1984
- Wedoquella punctata (Tullgren, 1905)